# Kati Ojaloo
Kati Ojaloo, née le 31 janvier 1990, est une athlète estonienne, spécialisée dans le lancer du marteau.

## Biographie
Ojaloo commence à participer à de grandes compétitions à partir de 2009. À partir de 2010, elle participe à divers compétitions en lancer du poids, lancer du disque ainsi que lancer du marteau. 
En 2014, elle parvient à se qualifier pour les Championnats d'Europe d'athlétisme 2014, pour le marteau, grâce à un lancer à 65,07 mètres, le 20 mai 2014 à Tallinn, record personnel. Cependant, elle échoue lors des qualifications, terminant dix-neuvième, avec un lancer à 59,63 mètres.
En 2015 elle bat le record d'Estonie en réalisant 67,26 m à Kaustinen en Finlande.
Dépossédée du record par Anna Maria	Orel, elle le récupère en 2020.

### Records
| Épreuve           | Performance  | Lieu | Date         |
| ----------------- | ------------ | ---- | ------------ |
| Lancer du marteau | 71,50 m (NR) | Pori | 29 août 2020 |

### Palmarès national
- 6 titres : 2012-2016, 2021